# Kitasato Shibasaburō
Kitasato Shibasaburō (japanski: 北里 柴三郎; Oguni, 29. siječnja 1853. – Tokijo, 13. lipnja 1931.) je bio japanski liječnik i bakteriolog iz predratnog perioda. Ugledan liječnik, Shibasaburō je danas najpoznatiji po tome što je 1894. godine, u Hong Kongu otkrio uzročnika bubonske kuge. Gotovo istovremeno, otkriće je napravio i francusko-švicarski bakteriolog Alexandre Yersin tako da se njih dvojica smatraju suotkrivačima. Bakterija, Yersinia pestis, ipak je nazvana u Yersinovu čast jer je Yersin uspio povezati bakteriju s bolešću.
Školovan u Njemačkoj, kao i velik broj japanskih liječnika iz ovog razdoblja, Shibasaburō je bio pod velikim utjecajem Roberta Kocha i njegove metodologije.